# Lamorak de Gulis
 (février 2021).
Si vous disposez d'ouvrages ou d'articles de référence ou si vous connaissez des sites web de qualité traitant du thème abordé ici, merci de compléter l'article en donnant les références utiles à sa vérifiabilité et en les liant à la section « Notes et références ».

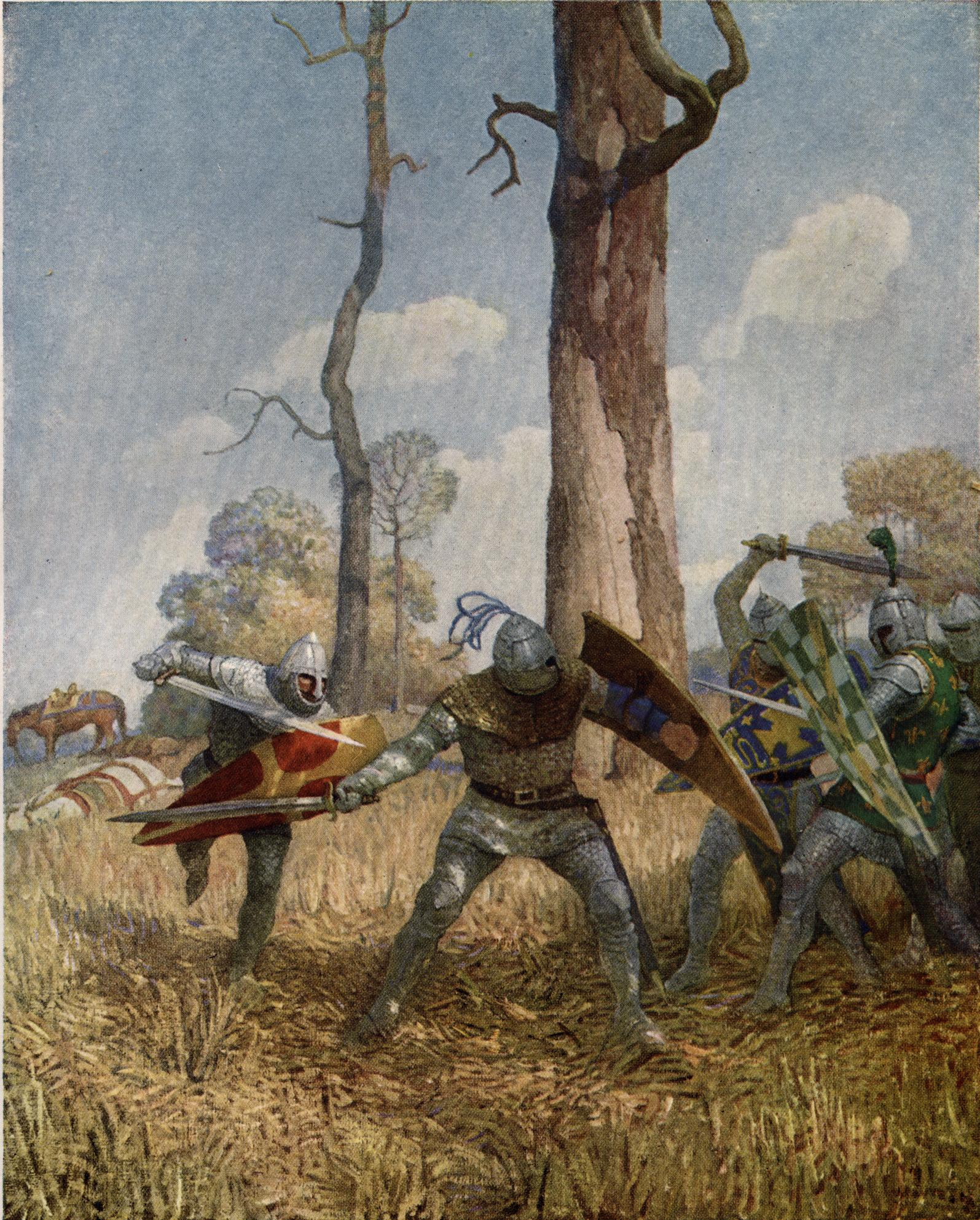
La mort de sire Lamorak
illustration de N. C. Wyeth (1922)

Lamorak de Gulis dit Lamorak le Gallois est un personnage du cycle arthurien. Il est l'un des chevaliers de la Table ronde, et frère aîné de Perceval le Gallois. Selon la légende, il eut plusieurs fins :
- tué par Gareth, lorsque celui-ci le surprit en flagrant délit d'adultère avec sa mère, la reine Morgause ;
- tué, lors d'une joute, par Mordred alors qu'il allait partir en quête du Graal.

Il était considéré, après Lancelot du Lac et Tristan, comme le troisième meilleur chevalier du monde.